# Бёрбэнк, Дэниел Кристофер
Дэниел Кристофер Бёрбэнк (англ. Daniel Christopher Burbank; род. 27 июля 1961, Манчестер, штат Коннектикут, США) — американский астронавт, капитан Береговой охраны Соединённых Штатов, второй астронавт из Береговой охраны после Брюса Мелника.

## Биография
Родился в Манчестере штат Коннектикут, вырос в Толланде, другом городе этого же штата, там же получил среднее образование. Имеет учёные степени бакалавра по электротехнике (Академия береговой охраны США, 1985) и магистра авиационных наук (Авиационный университет Эмбри-Риддл, 1990).
Дэниел Бёрбэнк служил в береговой охране с мая 1985 по апрель 2009 года, когда он ушёл в отставку.

## Космические полёты

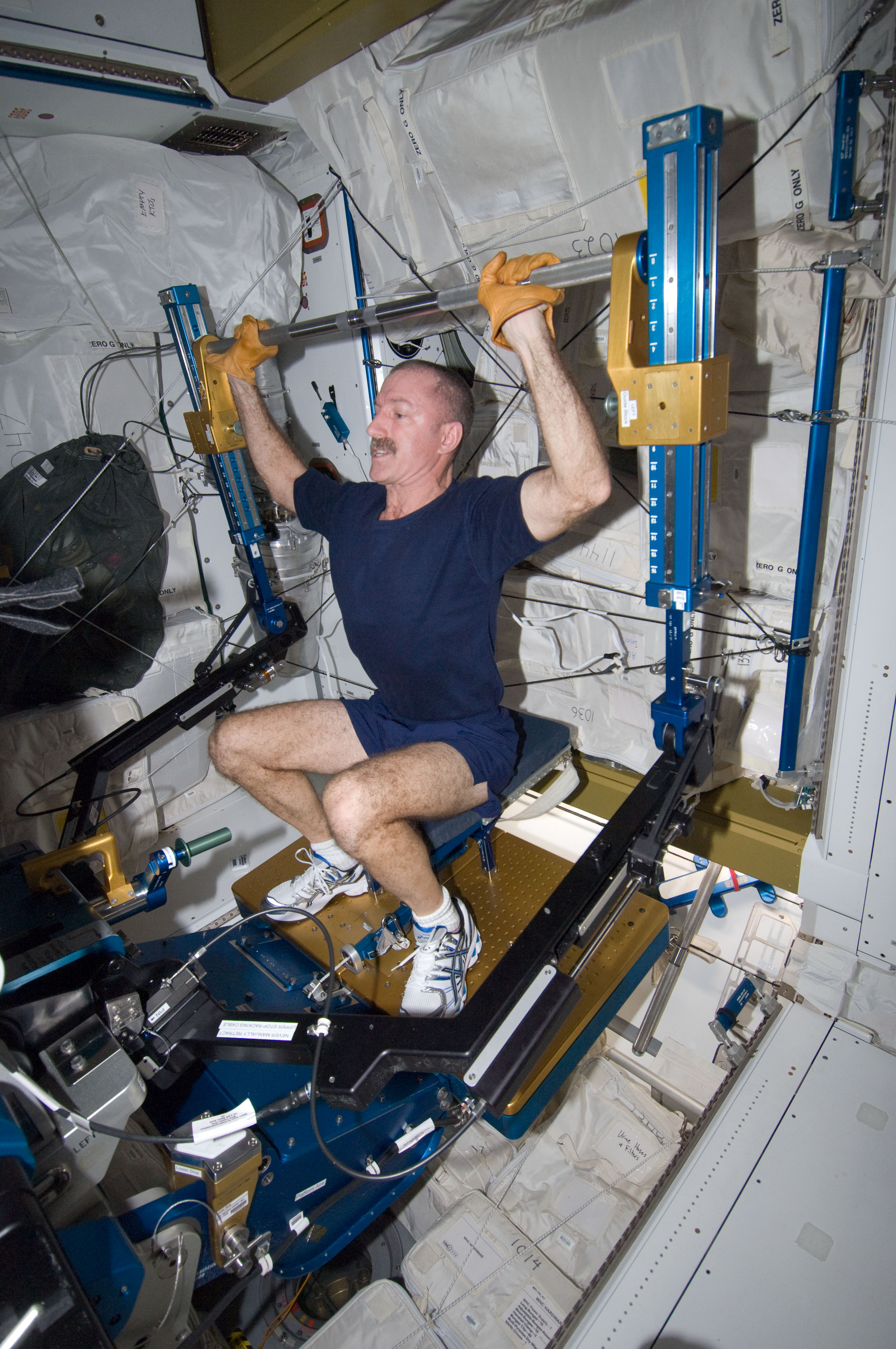
Бёрбэнк занимается спортом в модуле Транквилити МКС.

Подавал заявки в 14-й и 15-й наборы астронавтов НАСА, в 1996 году был отобран кандидатом в астронавты 16-го набора. После двух лет общей космической подготовки получил квалификацию специалиста полёта. Занимался работами по МКС в отделении планирования операций Отдела астронавтов НАСА.
Бёрбэнк участвовал в качестве специалиста полёта в двух полётах на шаттлах. Первый — Атлантис STS-106 в сентябре 2000 года, шаттл доставил на борт МКС грузы для работы первого постоянного экипажа. Второй полёт — Атлантис STS-115, в сентябре 2006 года, в ходе которого на станцию были доставлены солнечные батареи P3/P4.
В августе 2011 года был признан годным к космическому полёту в качестве бортинженера корабля «Союз ТМА-22», старт которого состоялся 14 ноября 2011 года. С 16 ноября Бёрбэнк вошёл в экипаж МКС-29 бортинженером 5, затем 21 ноября Дэниел стал командиром долговременного экипажа МКС-30. Вернулся на Землю на корабле «Союз ТМА-22» 27 апреля 2012 года.
Общее время пребывание в космосе после трёх полётов — 188 суток 21 час 47 минут.

## Личная жизнь

### Семья
Состоит в браке, двое детей.

### Увлечения
Катание на лыжах, походы, парусный спорт, любительская астрономия, игра на гитаре.
Будучи радиолюбителем, использовал позывной KC5ZSX, позже получил позывной K1DCB.